# Pustynka (dopływ jeziora Łebsko)
Pustynka – rzeka w województwie pomorskim. Ma swoje źródła na południowy zachód od miejscowości Klęcino.  Pustynka przepływa przez obszar gminy Główczyce oraz przez  gminę Smołdzino. Dopływ Pustynki przepływa przez obszar  Główczyc. Wypływa na południowy wschód od Będziechowa przepływa przez wieś Kluki Żeleskie i na wysokości miejscowości Kluki uchodzi do Jeziora Łebsko.
W 1949 roku została wprowadzona nazwa Pustynka zastępująca nazwy "Schoriner B." i "Klucken B."
Takie rozwiązanie doprowadziło do sytuacji, w której Pustynka miała dwa źródła gdyż nazwa "Pustynka", a dokładniej "Pustinke B." już wcześniej odnosiła się do jednej ze strug w górnym biegu zasilających "rzeczkę".